# Марк Попиллий Ленат (консул 316 года до н. э.)
Марк Попиллий Ленат (лат. Marcus Popillius Laenas) — политический деятель времён Римской республики.
Его отцом был четырёхкратный консул Марк Попиллий Ленат. В 316 году до н. э. Ленат был избран консулом вместе со Спурием Навтием Рутилом. В тот год оба консула находились в Риме, в то время как диктатор Луций Эмилий Мамерцин Привернат воевал с самнитами.